# Calgary
Calgary (pronúncia: [ˈkælɡəri] (escutarⓘ) Também às vezes soletrado como "Calgária") é a maior cidade da província canadense ocidental de Alberta. Em 2021, a cidade tinha uma população de 1 306 784 e uma população metropolitana de 1 481 806, tornando-na a terceira cidade mais populosa e a quinta região metropolitana mais populosa do Canadá.
Calgary está localizada na confluência dos rio Bow e Elbow, no sul da província, na área de transição entre as Montanhas Rochosas e as pradarias canadenses, a cerca de 80 quilômetros a leste das cordilheiras frontais das Montanhas Rochosas, a 299 quilômetros ao sul da capital da província, Edmonton, e a aproximadamente 240 quilômetros a norte da fronteira do Canadá–Estados Unidos. A cidade ancora o extremo sul da região urbana definida pela Statistics Canada como o Corredor Calgary–Edmonton.
A economia de Calgary inclui atividades nos setores de energia, serviços financeiros, cinema e televisão, transporte e logística, tecnologia, manufatura, aeroespacial, saúde e bem-estar, varejo e turismo. A Região Metropolitana de Calgary abriga o segundo maior número de sedes corporativas do Canadá entre as 800 maiores corporações do país. Em 2015, Calgary tinha o maior número de milionários per capita de qualquer grande cidade canadense. Em 2022, Calgary foi classificada ao lado de Zurique como a terceira cidade mais habitável do mundo, ocupando o primeiro lugar no Canadá e na América do Norte. Em 1988, tornou-se a primeira cidade canadense a sediar os Jogos Olímpicos de Inverno.

## Etimologia
Calgary recebeu esse nome em referência à aldeia de Calgary na ilha de Mull, na Escócia. Por sua vez, o nome se origina de um composto de kald e gart, palavras nórdicas antigas semelhantes em pronúncia, que significam "frio" e "jardim", respectivamente. Essas palavras provavelmente foram utilizadas pelos viquingues que habitaram as Hébridas Interiores. Alternativamente, o nome pode ter origem no gaélico Cala ghearraidh, que significa "praia do campo (pastagem)", ou gaélico para "água corrente clara" ou "fazenda da baía".
Os povos indígenas do sul de Alberta se referem à área de Calgary como elbow, palavra inglesa que significa "cotovelo", em referência à curva acentuada feita pelo rio Bow e pelo rio Elbow. Em alguns casos, afirma-se que a área foi nomeada em referências aos caniços que cresciam ao longo das margens do rio, e que foram usados para criar arcos e flechas. Na língua siksiká do povo blackfoot, a área era conhecida como Mohkínstsis akápiyoyis, que significa "cotovelo de muitas casas", refletindo a forte presença de colonos na região. A forma mais curta do termo anterior utilizando a palavra Mohkínsstsisi, significa simplesmente "cotovelo", e tem sido um termo indígena popular para a região de Calgary. Na língua nakoda ou stoney, a área é conhecida como Wîchîspa Oyade ou Wenchi Ispase, ambos os termos significando "cotovelo". Na língua cree, a área é conhecida como otôskwanihk (ᐅᑑᐢᑿᓂᕽ) significando "no cotovelo" ou otôskwunee que significa o mesmo. Na língua tsuut'ina ou sarcee, a área é conhecida como Guts’ists’i (ortografia mais antiga, Kootsisáw) que também significa "cotovelo". Na língua kutenai, a cidade é chamada de ʔaknuqtapȼik’. Na língua escrava, a área é conhecida como Klincho-tinay-indihay, que significa "cidade de muitos cavalos", referindo-se ao rodeio Calgary Stampede e à herança dos colonos da cidade.
Houve várias tentativas de reviver os nomes indígenas de Calgary. Em resposta à Comissão da Verdade e Reconciliação, as instituições locais de ensino pós-secundário adotaram reconhecimentos oficiais do território indígena, usando o nome na língua siksiká dos blackfoot para a cidade, Mohkínstsis. Em 2017, a primeira nação Stoney Nakoda enviou uma solicitação ao governo de Alberta, com a intenção de renomear Calgary como Wîchîspa Oyade, que significa "cidade do cotovelo", no entanto, isso foi contestado pelos pikuni.

## História

### Primeiros povos e colonização europeia

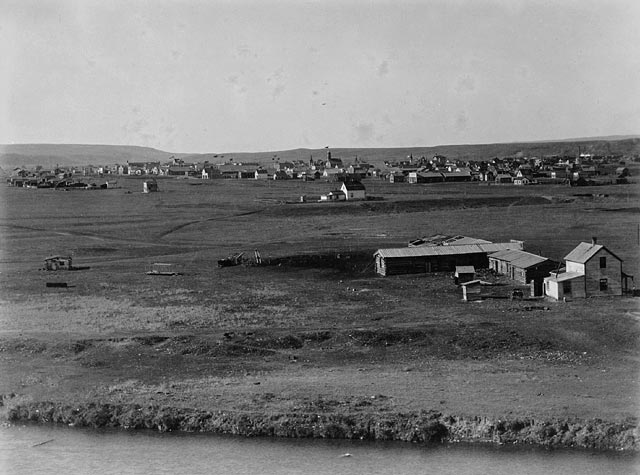
Calgary em 1885

Antes de ser habitada por europeus, a região onde se localiza a cidade de Calgary anteriormente era habitada por nativos americanos da tribo blackfoot, cuja presença data de ao menos 9000 a.C. Em 1787, o cartógrafo David Thompson passou o inverno com um bando de nativo americanos peigan, acampados ao longo do Rio Bow. Este foi o primeiro registro de um europeu a passar na região. Já por volta de 1860, colonizadores passaram a caçar búfalos e a vender whiskey, ilegalmente, na região.
Calgary foi fundada como Fort Brisbois, sendo renomeada Fort Calgary em 1876. O assentamento foi criado pelo governo canadense, como uma medida de proteção dos campos canadenses de comerciantes americanos ilegais de whiskey na região.
A Canadian Pacific Railway alcançou Calgary em 1883 (enquanto esta era construída do leste canadense em direção à costa pacífica). O governo canadense, buscando povoar a região central do país, escassamente povoada, ofereceu terra livre a quaisquer pessoas ou famílias, desde que elas cultivassem a terra por um certo período de tempo. Isto atraiu muitas pessoas, especialmente imigrantes dos Estados Unidos, e em menor escala, escoceses e irlandeses. Vários chineses, que faziam boa parte da força de trabalho que construíram a ferrovia, também instalaram-se no assentamento, que se tornou a primeira cidade dos Territórios do Noroeste em 1894. Tinha, então, cerca de 39 000 habitantes.

### Século XX

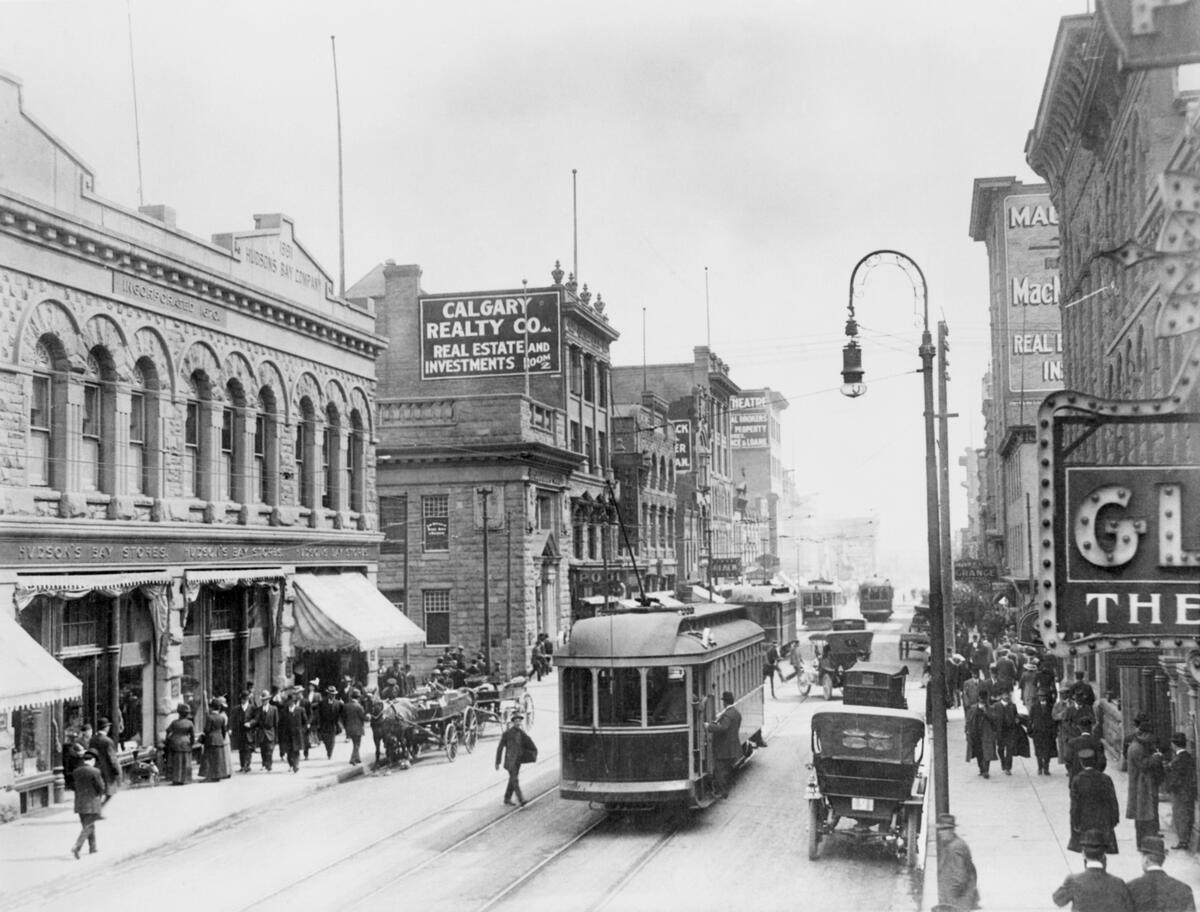
Centro da cidade em 1912

Com o desenvolvimento da pecuária e da plantação de trigo, incentivada pela ferrovia transcontinental que cortava a cidade, Calgary cresceu. Em 1912, quatro vaqueiros organizaram um festival de rodeio. Eles chamaram este evento como Calgary Stampede, que logo tornou-se um evento anual na cidade.
Petróleo fora sido descoberto em Alberta em 1914, mas foi somente na década de 1960, com a descoberta de grandes reservas na província, foi que o petróleo tornou-se a principal fonte de renda de Alberta, bem como de Calgary. Então, a cidade já possuía cerca de 325 000 habitantes, em 1974, e com o grande crescimento econômico propiciado pelo petróleo, a população da cidade cresceu para aproximadamente 647 000 habitantes em 1987.
Com o setor de energia empregando uma grande população, as consequências da crise econômica no início dos anos 1980 foi significativa, e a taxa de desemprego acabou disparando. No final da década, a economia estava em recuperação, rapidamente percebeu-se que a cidade não podia dar tanta ênfase ao petróleo e ao gás, e a cidade tornou-se desde então muito mais diversificada, tanto econômica quanto culturalmente. O período durante esta recessão marcou a transição de Calgary, de uma simples cidade de tamanho relativamente ínfimo em um importante centro cosmopolitano e diverso. Esta transição culminou na cidade que acabou hospedando os primeiros Jogos Olímpicos de Inverno do Canadá em 1988. E o sucesso destes jogos colocou a cidade no estágio do mundo.

### Século XXI
Graças, em parte, à escalada dos preços do petróleo, a economia de Calgary e da província de Alberta estava crescendo aceleradamente até o final de 2009, e a região de quase 1,1 milhão de habitantes passou a ser dona da economia de mais rápido crescimento no país. Enquanto as indústrias de petróleo e gás continuaram como uma parte importante da economia, a cidade tem investido muito em outras áreas, como o turismo e na alta tecnologia de fabricação. Mais de 3,1 milhões de turistas visitam a cidade anualmente por seus muitos festivais e atrações, especialmente a Calgary Stampede que é considerado o maior rodeio do mundo. As localidades próximas da montanha como Banff, Lago Louise, e Canmore estão tornando-se cada vez mais populares para os turistas, o que acaba trazendo mais turistas para Calgary. Outras indústrias modernas incluem a de fabricação de luz, alta tecnologia, cinema, comércio eletrônico, transporte e serviços.
Inundações generalizadas em todo o sul de Alberta, com o transbordamento dos rios Bow e Elbow, forçaram a evacuação de mais de 75.000 moradores da cidade em 21 de junho de 2013 e deixaram grandes áreas da cidade, incluindo o centro, sem energia.

## Geografia

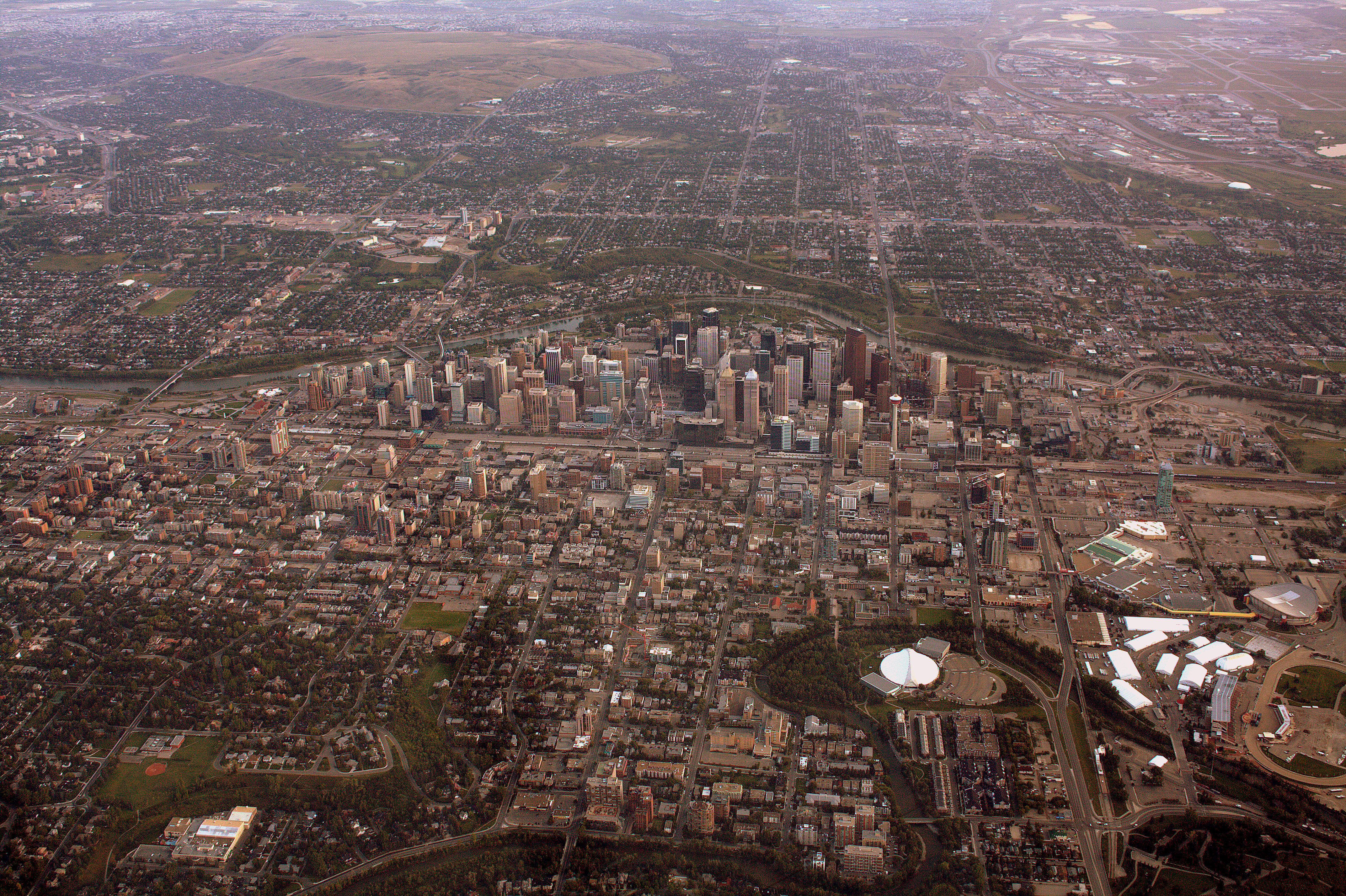
Imagem aérea da cidade

Calgary está localizada aos pés das Montanhas Rochosas, que estão localizadas a apenas 80 quilômetros da cidade. Com isto, a altitude de Calgary é alta, de aproximadamente mil metros no centro financeiro da cidade, e de 1 084 metros no seu aeroporto. Dois rios cortam a cidade: o Rio Bow, que corta a cidade no sentido oeste – sul, e o Rio Elbow, que corta a cidade no sentido sul – norte e desembocando eventualmente no Rio Bow.
O clima e o tempo em Calgary são altamente instáveis, embora a cidade possua uma reputação pelos seus invernos muito frios. A instabilidade do tempo provém do choque de duas frentes, uma polar fria, vinda do norte, e outra, quente, vinda do sul. Além disso, os ventos de Chinook, secos e amenos, que vêm do Oceano Pacífico, aumentam a temperatura da cidade em cerca de 20 °C, no inverno, e podem durar vários dias.
No verão, Calgary possui temperaturas máximas de 20 °C a 25 °C, com médias de 16 °C. No inverno, máximas de -5 °C a 5 °C, mínimas de -20 °C a -10 °C, e média de -9 °C. A taxa precipitação média anual de chuva é de 32 centímetros, e a taxa precipitação média anual de neve é de 126 centímetros.

### Clima

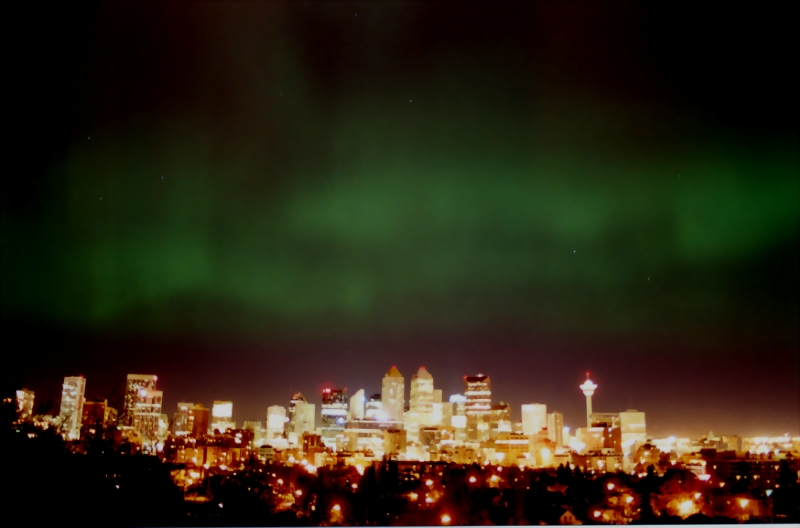
Aurora boreal no horizonte de Calgary.

Calgary experimenta um clima continental úmido (classificação climática de Köppen: Dfb). Ele está classificada na Área 4a de zona de rusticidade do Ministério dos Recursos Naturais do Canadá. De acordo com a Environment Canada, as temperaturas médias diárias em Calgary variam de 16,5 °C em julho a −6,8 °C em dezembro.
Os invernos são frios e a temperatura do ar pode cair para ou abaixo de −20 °C em média 22 dias do ano e −30 °C em média de 3,7 dias do ano e muitas vezes são quebrados por ventos Chinook, que são quentes e secos e sopram nas montanhas de Alberta. Estes ventos podem aumentar a temperatura do inverno em 20 °C e até 30 °C em poucas horas e podem durar vários dias. Além disso, a proximidade de Calgary com as Montanhas Rochosas afeta a temperatura média do inverno com uma mistura de baixas e altas e tende a resultar em um inverno suave para uma cidade localizada nas pradarias canadenses. As temperaturas também são afetadas pelo fator de refrigeração e a velocidade média do vento de Calgary é de 14,2 km/h, uma das mais altas das cidades canadenses.
No verão, as temperaturas durante o dia podem exceder 30 °C em média 5,1 dias em junho, julho e agosto e, ocasionalmente, até setembro ou no início de maio. Como consequência da alta elevação e da aridez de Calgary, as noites de verão tendem a se refrescar, com médias mensais inferiores a 10 °C ao longo dos meses de verão. Calgary tem os dias mais ensolarados do ano entre as 100 maiores cidades do Canadá, com pouco mais de 332 dias de sol; tem, em média, 2 396 horas de luz solar anualmente. A cidade tem uma umidade relativa média de 55% no inverno e 45% no verão.

## Demografia

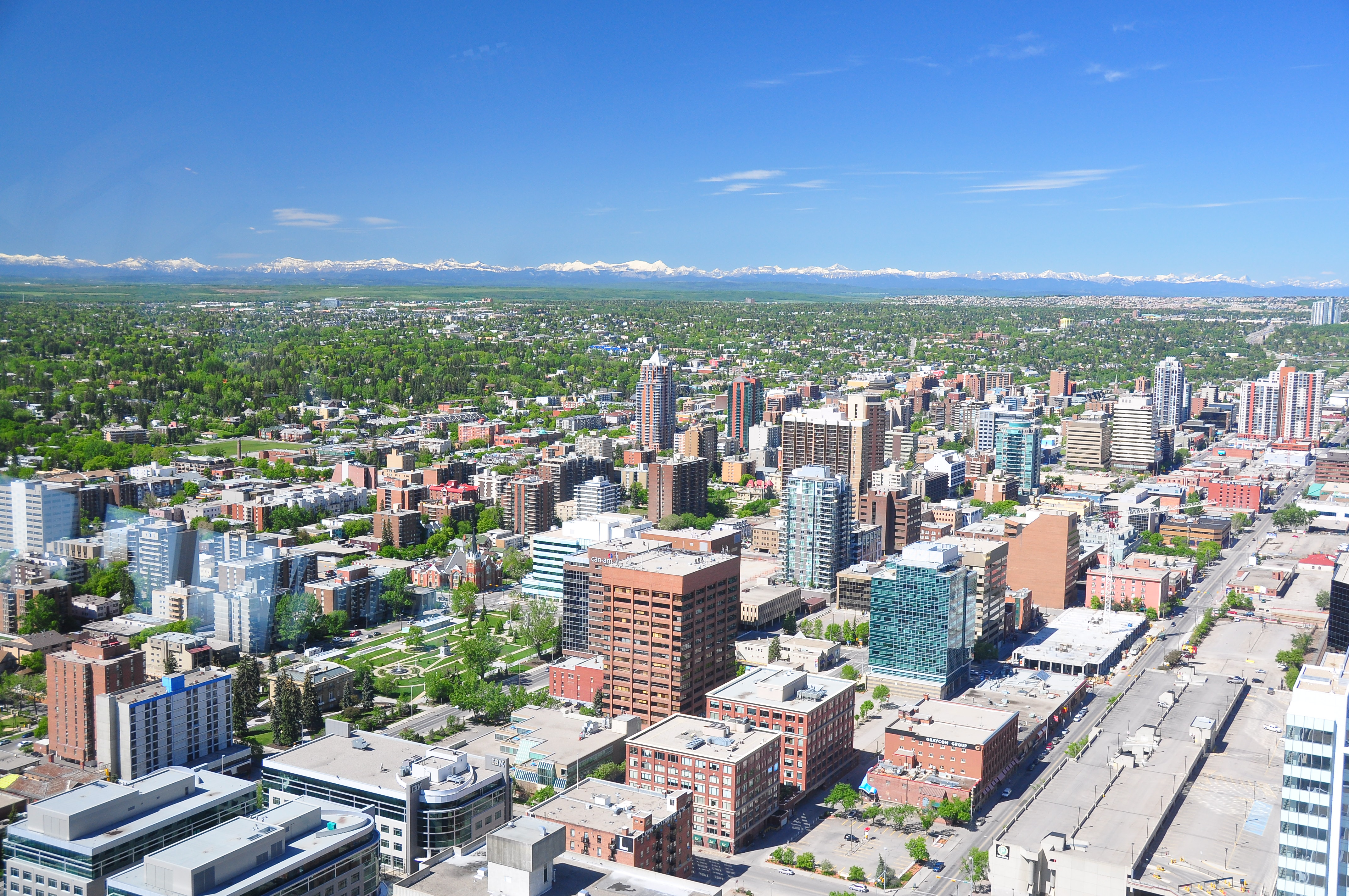
A cidade vista a partir da Torre de Calgary.

A população da cidade de Calgary de acordo com o censo municipal de 2017 é de 1 246 337, uma mudança de 0,9% em relação à população de censos municipais de 2016 (1.235.171).
No Censo Populacional de 2016 realizado pelo Statistics Canada, a cidade de Calgary registrou uma população de 1 239 220 residentes em 466 725 de suas 489 650 habitações privadas, uma mudança de 13% em relação a sua população de 1 096 833 em 2011. Com uma área de 825,56 km², teve uma densidade populacional de 1 501,1 /km² em 2016. Calgary ficou em 1ª posição entre as três cidades do Canadá que viram sua população crescer em mais de 100 mil pessoas entre 2011 e 2016. Durante esse período, Calgary registrou um crescimento populacional de 142.387 pessoas, seguido por Edmonton em 120 345 pessoas e Toronto em 116 511 pessoas.
No Censo de 2011, a cidade tinha uma população de 1 096 833 habitantes em 423 417 de suas 445 848 habitações totais, uma variação de 10,9% em relação à população ajustada de 2006 de 988.812. Com uma área de 825,29 km², teve uma densidade populacional de 1 329,0 /km² em 2011. De acordo com o censo de 2011, as pessoas com idades compreendidas entre os 14 anos representavam 17,9% da população e as pessoas com 65 anos ou mais constituíram 9,95%. A idade média era de 36,4 anos. Em 2011, a população por gênero da cidade era 49,9% do sexo masculino e 50,1% do sexo feminino.
A área metropolitana de Calgary é a quinta maior do Canadá e a maior de Alberta. Tinha uma população de 1 214 839 no censo de 2011 em comparação com a população de 1 079 310 em 2006. Sua mudança de população com idade de 5 anos compunha 12,6% da população foi a mais alta entre todas regiões metropolitanas canadenses entre 2006 e 2011. Com uma área terrestre de 5 107,55 km², a Grande Calgary apresentou uma densidade populacional de 237,9 /km² em 2011. A última estimativa da população canadense da Grande Calgary, em 1 de julho de 2013, era de 1 364 827. A população dentro de uma hora de distância da cidade é 1.511.755. Como consequência do grande número de corporações, bem como a presença do setor de energia em Alberta, Calgary tem uma renda familiar média de 104.530 dólares.

### Composição étnica e religião

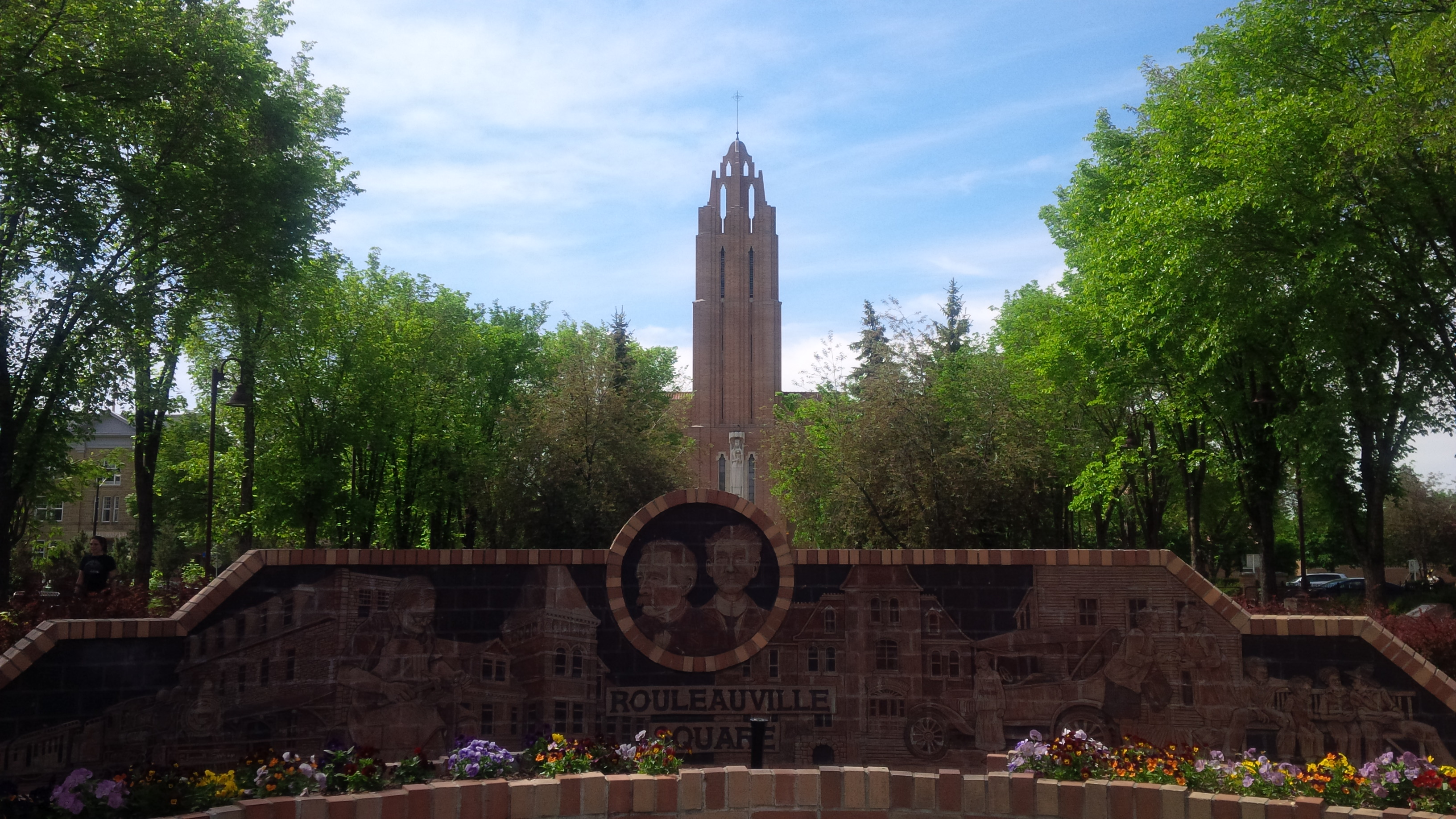
Catedral de Santa Maria

Em 2016, 36,2% da população pertenciam a um grupo minoritário visível. Das maiores cidades canadenses, Calgary ocupou o quarto lugar na proporção de minorias visíveis, atrás de Toronto, Vancouver e Edmonton. Entre os imigrantes que chegaram em Calgary entre 2001 e 2006, 78% pertenciam a um grupo minoritário visível. Os provenientes da Ásia Meridional (principalmente da Índia ou do Paquistão) constituem o maior grupo (7,5%), seguido de chineses (6,8%). Havia mais de 200 origens étnicas diferentes em Calgary, sendo que as mais frequentemente relatadas eram ingleses, escoceses, canadenses, alemães e irlandeses.
Os cristãos representam 54,9% da população, enquanto 32,3% não têm afiliação religiosa. Outras religiões da cidade são islamismo (5,2%), siquismo (2,6%) e budismo (2,1%). A Catedral de Santa Maria é a sede da Diocese Católica Romana de Calgary. Há também uma diocese anglicana.

## Governo e política

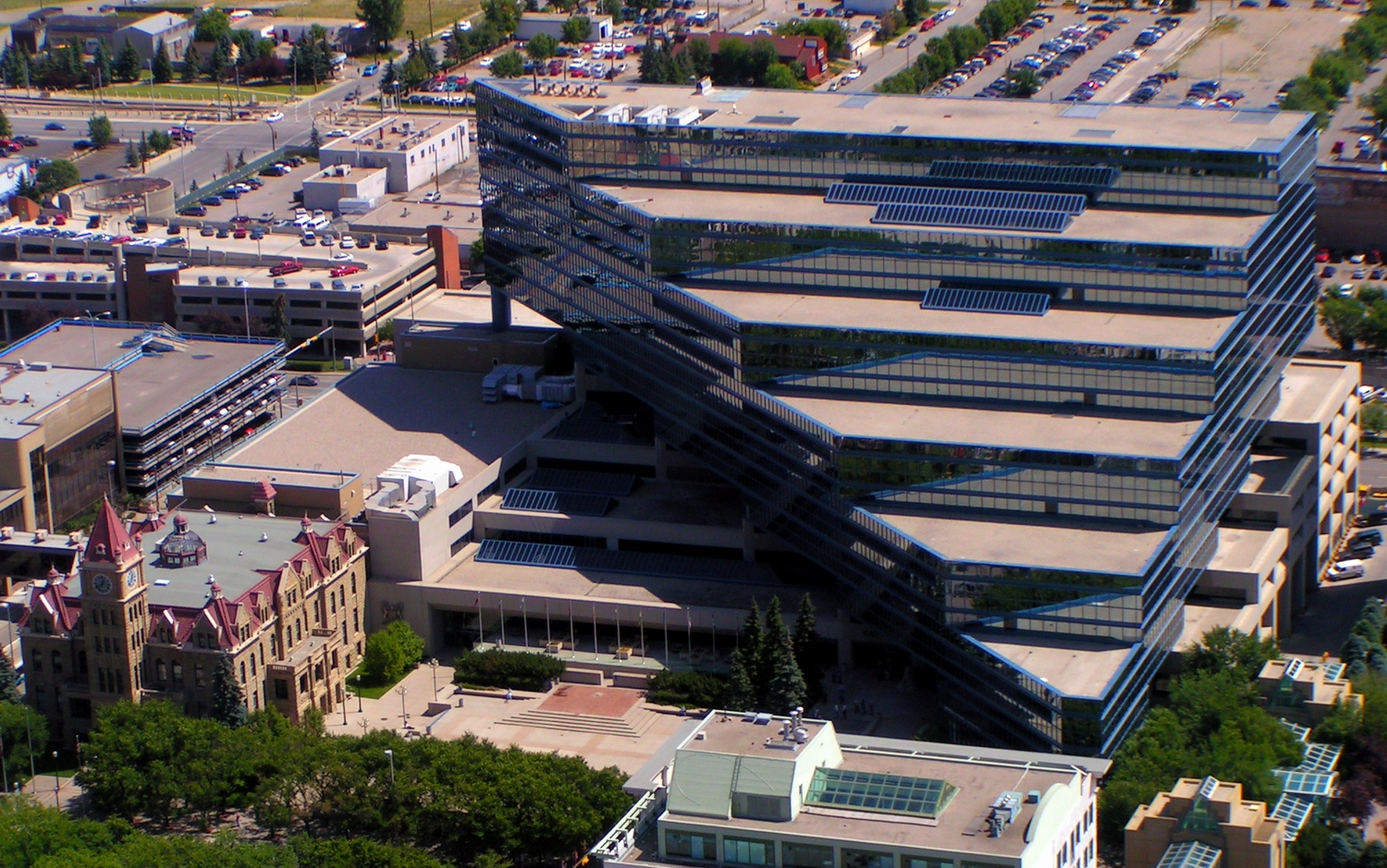
Prefeitura de Calgary

Calgary é administrada por um prefeito e um Conselho municipal. Os habitantes da cidade elegem o prefeito para mandatos de quatro anos de duração. Calgary está dividida em 14 distritos (wards). Os eleitores de cada distrito elegem um representante para atuação no Conselho municipal, para mandatos de quatro anos de duração. Cerca de 60% da receita do orçamento da cidade é gerada através de impostos e licenças comerciais e de propriedades. O restante provém de verbas fornecidas pelo governo de Alberta.

### Cidades-irmãs
- Phoenix, Arizona, E.U.A.
- Daejeon, Coreia do Sul.
- Naucalpan, México.
- Daqing, República Popular da China.
- Jaipur, Índia.
- Quebec City, Quebeque, Canadá.

## Economia

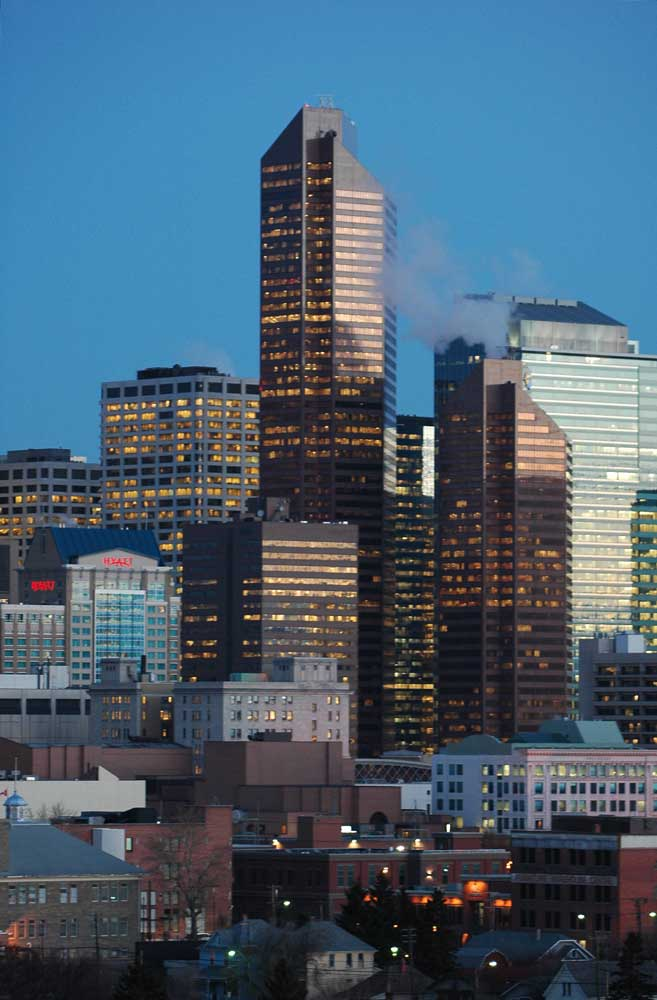
Suncor Energy, uma das maiores empresas canadenses especializadas na produção de petróleo sintético a partir de areias betuminosas.

Calgary é uma cidade rica, é a líder canadense no setor de petróleo e gás, bem como líder na expansão econômica. A elevada renda pessoal e familiar, o baixo desemprego e o elevado PIB per capita foram beneficiados com o aumento das vendas e dos preços devido a um boom econômico e também ao aumento da diversificação econômica.
Calgary se beneficia de um mercado de trabalho relativamente forte na província de Alberta, e faz parte do Corredor Calgary–Edmonton, uma das regiões de mais rápido crescimento no país. Calgary é a sede de muitas das principais empresas de petróleo e gás do Canadá, e muitas empresas de serviços financeiros cresceram em torno delas. Os níveis das empresas de pequeno porte e do trabalhador autônomo estão igualmente entre os mais elevados do Canadá. É também um grande centro de distribuição e de transporte, com vendas de varejo elevadas.
A economia de Calgary está cada vez mais dominada pela indústria de petróleo e gás, embora ainda seja o maior contribuinte para o PIB da cidade. Em 2006, o PIB real de Calgary (em dólares constantes de 1997) foi de C$ 52,386 bilhões, dos quais o petróleo, gás e a mineração contribuíram com 12%. As maiores companhias de petróleo e gás são as empresas: BP Canada, a Canadian Natural Resources Limited, a Cenovus Energy, a Encana, a Imperial Oil, a Suncor Energy, a Shell Canada, a Husky Energy, a TransCanada e a Nexen, tornando a cidade a localização de 87% dos produtos de petróleo e gás natural do Canadá e 66% dos produtos de carvão.
Em 2010, a cidade tinha uma força de trabalho de 618.000 trabalhadores (uma taxa de participação de aproximadamente 74,6%) e taxa de desemprego de 7,0%. Em 2006, a taxa de desemprego era de apenas 3.2% e estava entre a mais baixa das principais cidades do Canadá.
Em 2010 a Indústria "Profissional, Técnica e de Gestão" representou mais de 14% do emprego e as áreas de "Arquitetura, Engenharia e Serviços de Design" e "Gestão, Serviços Científicos e Técnicos" obtiveram níveis de emprego muito superiores aos níveis canadenses. Embora o Comércio empregue 14,7% da força de trabalho, sua porcentagem do emprego total não é maior do que a média canadense. Os níveis de emprego são ambos bastante elevados, excedem as médias canadenses e cresceram 16% entre 2006 e 2010. Os serviços de saúde e assistência social, que representam 10% do emprego, cresceram 20% nesse período. Em 2006, os duas maiores empregadoras do setor privado em Calgary foram a Shaw Communications (com 7.500 funcionários) e a New Chemicals (com 4.945).
No Canadá, Calgary tem a segunda maior concentração de sedes empresarias no Canadá (atrás de Toronto), a maioria das sedes per capita e a maior receita por habitante da sede.

### Turismo

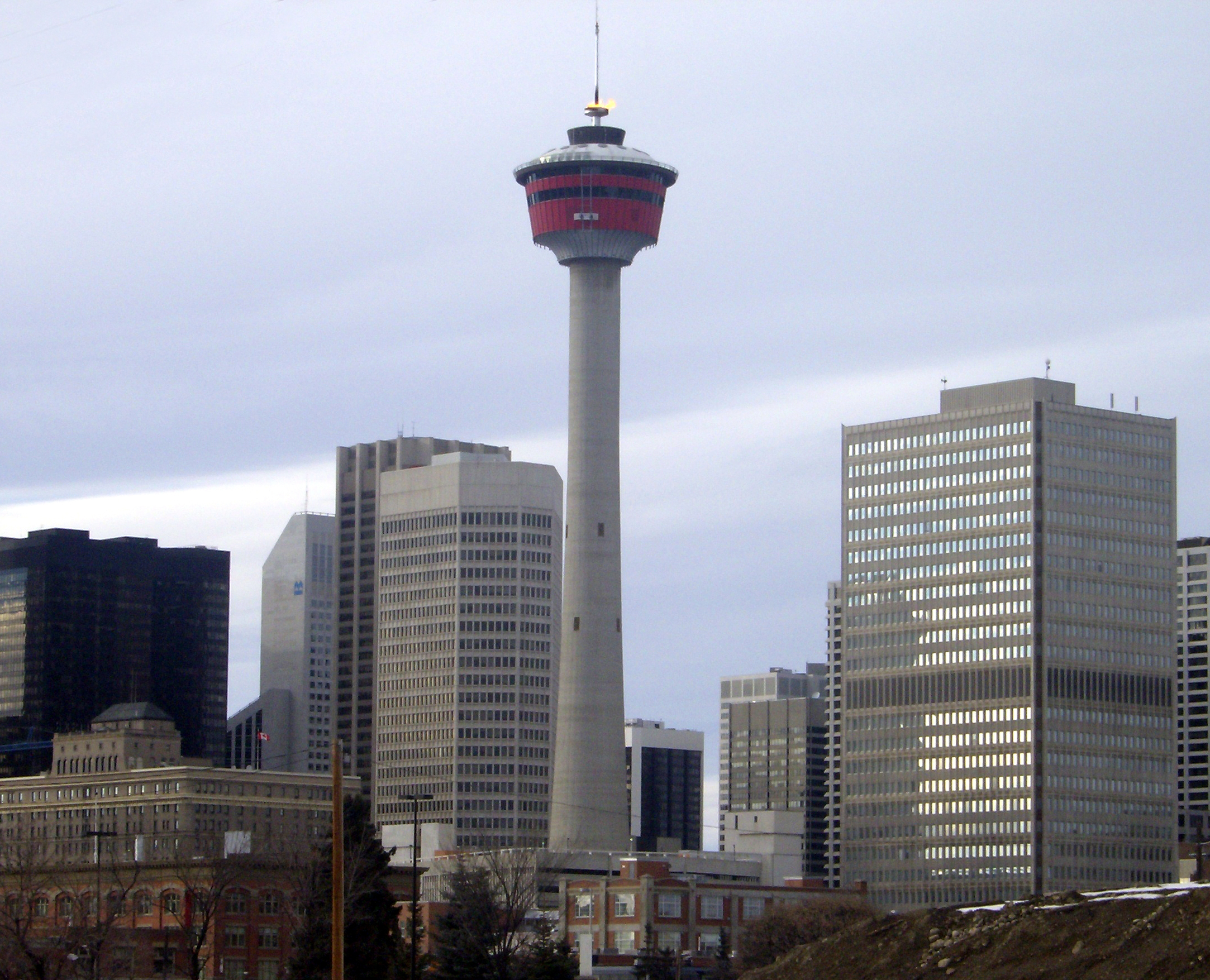
Torre de Calgary.

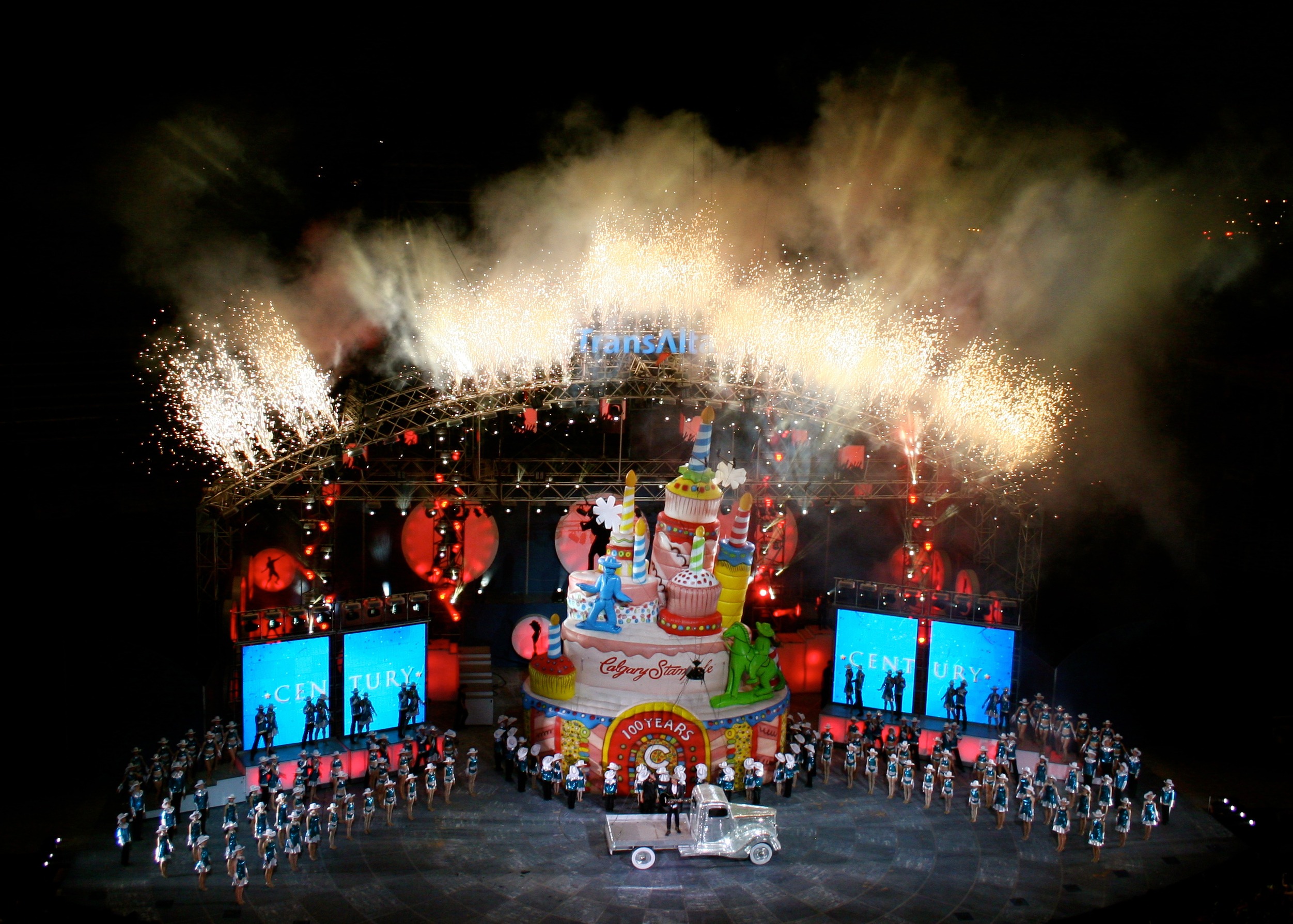
Celebração de 100 anos do Calgary Stampede em 2012.

O centro de Calgary compreende uma grande variedade de bares, lojas, restaurantes, centros comerciais, atividades culturais e praças públicas como a Olympic Plaza. Atrações turísticas na baixa incluem o Zoo de Calgary, o Mundo da Ciência, o Centro de Convenções, a Chinatown, o Museu Glenbow, a Calgary Tower, a Galeria de Arte de Calgary, e o Centro para as Artes Cénicas EPCOR. Com 1.01 ha, os Jardins de Devonian são um dos maiores parques interiores urbanos do mundo. No centro também fica o Parque de Prince's Island. A "17 Avenue" é conhecida pelos seus muitos bares, restaurantes, lojas e boates. Também conhecida é a "Stephen Avenue", uma rua de pedestres, conhecida pelas suas muitas lojas e pelas suas "árvores" de aço. As atrações na parte oeste da cidade incluem o Heritage Park Historic Village, ilustrando a vida em Alberta antes de 1914 e que compreende veículos históricos ainda em funcionamento, como a locomotiva a vapor. A própria aldeia compreende uma mistura de réplicas de edifícios antigos e de estruturas históricas, realocadas, vindas de várias partes do sul de Alberta. Outras grandes atrações da cidade incluem o Canada Olympic Park (e Calçada da Fama Olímpica do Canadá), o parque de diversões Calaway Park, o centro equestre de Spruce Meadowse o Circuito de Calgary.
O centro de Calgary pode ser facilmente reconhecido pelo seu grande aglomerado de arranha-céus visto a uma longa distância. Algumas destas estruturas, como a Calgary Tower e a Pengrowth Saddledome são símbolos únicos de Calgary. No total, há 10 torres de escritórios que tem 150 metros (com uma média de 40 andares) ou mais. O mais alto destes é o Petro-Canada Centre, que é a mais alta torre de escritórios no Canadá, fora de Toronto. As Torres de Bankers Hall são também as mais altas torres gêmeas do Canadá. Em 2007, Calgary tinha 220 arranha-céus completos, 21 em construção, 13 aprovados para construção, e mais 10 propostos. Para ligar os vários edifícios de escritórios na cidade, a cidade tem também a mais extensa rede de skyway (pontes pedrestes, elevadas que ligam, por exemplo dois edifícios) no mundo, chamada oficialmente +15. O nome deriva do fato de as pontes habitualmente estarem a 4,6 metros acima do solo.
Com o desenvolvimento da pecuária e da plantação de trigo, incentivada pela ferrovia transcontinental que cortava a cidade, Calgary crescia. Em 1912 quatro vaqueiros organizaram um rodeio, o qual chamaram de Calgary Stampede, que em seguida tornou-se um evento anual na cidade. Hoje o famoso Calgary Exhibition and Stampede, realizado todos os anos na primeira quinzena de julho, é conhecido como o maior rodeio do mundo. O evento reúne peões de diferentes países em competições de montaria e laço. Eles disputam um prêmio total no valor de 775 000 dólares canadenses. O primeiro lugar, inclusive, já foi conquistado pelo brasileiro Adriano Moraes em 1994. O rodeio pode fazer o visitante brasileiro lembrar da conhecida Festa do Peão de Boiadeiro, que acontece em Barretos, no interior de São Paulo. E o estilo da região oeste canadense, sem dúvidas vai fazer lembrar da região Centro-Oeste do Brasil. Além das concorridas competições do rodeio, durante o Calgary Exhibition and Stampede o turista pode se divertir no Stampede Cassino. Outra atração é o parque de exposições de Stampede, o Stampede Park, que fica aberto para visitação durante o ano inteiro. Mesmo que a visita à cidade seja fora da festa dos cowboys, vale a pena incluir o parque no programa. Lá estão pistas de corridas de cavalo, rinks de hóquei sobre o gelo, instalações para eventos e feiras.

## Infraestrutura

### Educação

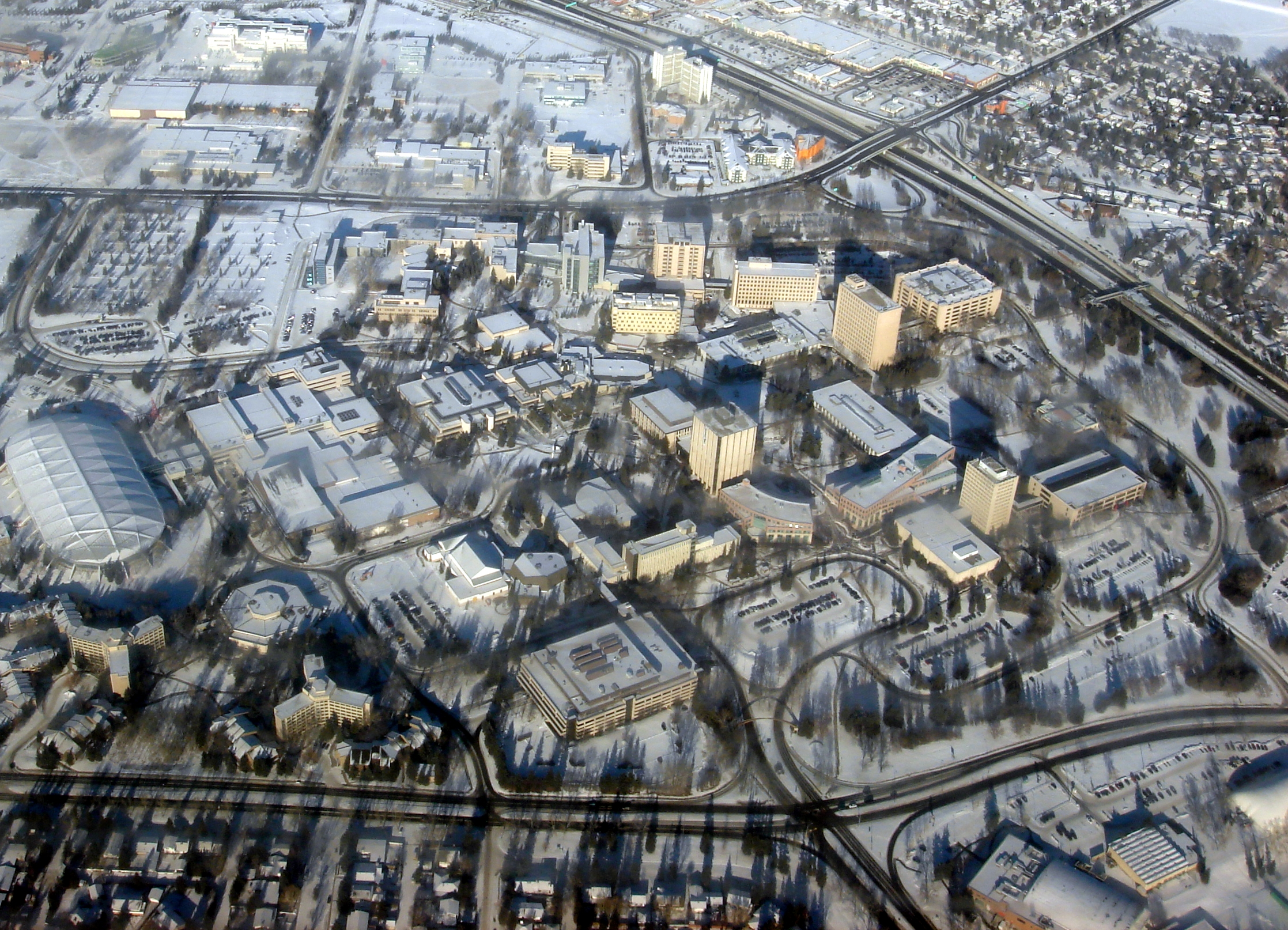
Campus da Universidade de Calgary.

No ano letivo de 2011-2012, 100.632 alunos do K-12 matricularam-se em 221 escolas no sistema de ensino público de língua inglesa administrado pelo Conselho de Educação de Calgary. Com outros estudantes matriculados nos programas associados do CBe-learn e Chinook Learning Service, a inscrição total do sistema escolar é de 104.182 alunos. [176] Outros 43 000 freqeentam cerca de 95 escolas no conselho separado do distrito escolar católico de Calgary de língua inglesa. A muito menor comunidade francófona tem seus próprios conselhos escolares de língua francesa (públicos e católicos), ambos baseados em Calgary, mas atendem a um distrito regional maior. Existem também várias escolas públicas na cidade. Calgary tem uma série de escolas únicas, incluindo o primeiro ensino médio do país exclusivamente projetado para atletas de calibre olímpico, a Escola Nacional de Esporte. Calgary também abriga o que era a maior escola secundária pública do oeste do Canadá, Lord Beaverbrook High School, com 2 241 alunos matriculados no ano letivo 2005-2006.
A Universidade de Calgary (UdeC), com financiamento público, é a maior unidade de licenciamento de Calgary com uma matrícula de 28 464 alunos em 2011. A Universidade Mount Royal, com 13 mil alunos, concede diplomas em vários campos. A SAIT Polytechnic, com mais de 14.000 alunos, oferece educação politécnica e de aprendizado, concedendo certificados, diplomas e diplomas aplicados. A Universidade de Athabasca oferece programas de educação a distância. Outras instituições pós-secundárias com financiamento público incluem Alberta College of Art and Design, Ambrose University College (associado à Aliança cristã e missionária e à Igreja do Nazareno), Bow Valley College e a St Universidade de Mary. O Instituto de Tecnologia do Norte de Alberta (NAIT) e a Universidade de Lethbridge também têm campi em Calgary.

### Transportes

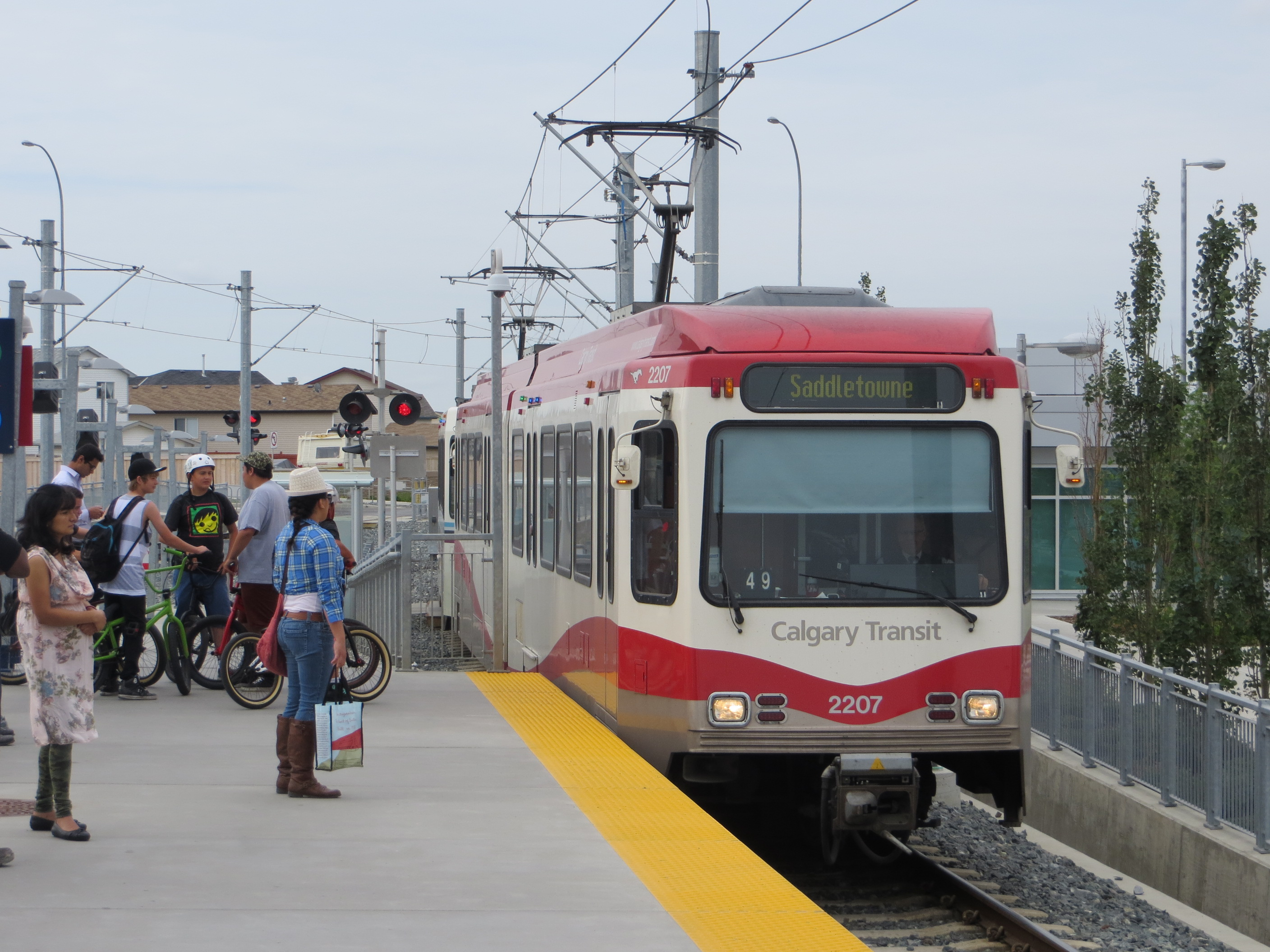
C-Train, o veículo leve sobre trilhos da cidade.

O sistema de transporte público, é operado pelo Calgary Transit, que opera uma malha eficiente de 160 linhas de ônibus na cidade, além de duas linhas de light rail, que possuem um total de 42,1 quilômetros. Um sistema eficiente e bem mantido de ruas e avenidas cortam a cidade, embora poucas vias expressas cortem a cidade.
Calgary possui um total de 400 quilômetros de linhas designadas a ciclistas, além de outros 200 quilômetros de vias especialmente planejadas para ciclistas. Com isto, incentivam os habitantes da cidade a caminharem ou a usarem bicicletas para irem ao trabalho, à escola e a outros destinos.
Um sistema de 16 quilômetros de vias elevadas, de uso exclusivo para pedestres, é o mais extenso do mundo do gênero, com seus 16 quilômetros de comprimento, conectando diversos edifícios, restaurantes, centros comerciais e lojas espalhadas pela cidade.
O Aeroporto Internacional de Calgary é o terceiro aeroporto mais movimentado do Canadá, em número de pousos e decolagens, e quarto em número de passageiros. Diversas linhas aéreas conectam Calgary com as principais cidades do país, bem como a um número de destinos internacionais, primariamente nos Estados Unidos.

## Cultura

### Esportes

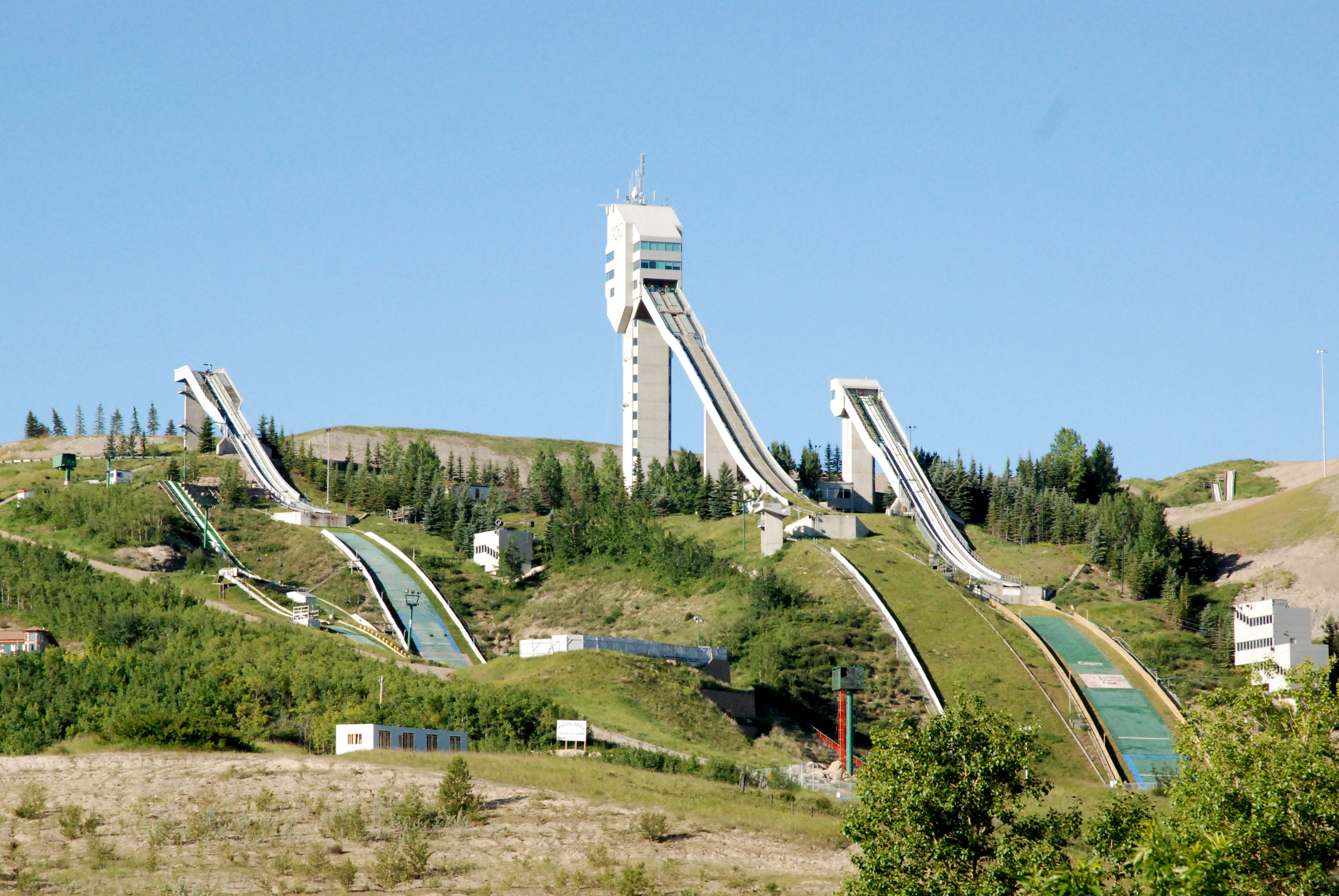
Canada Olympic Park.

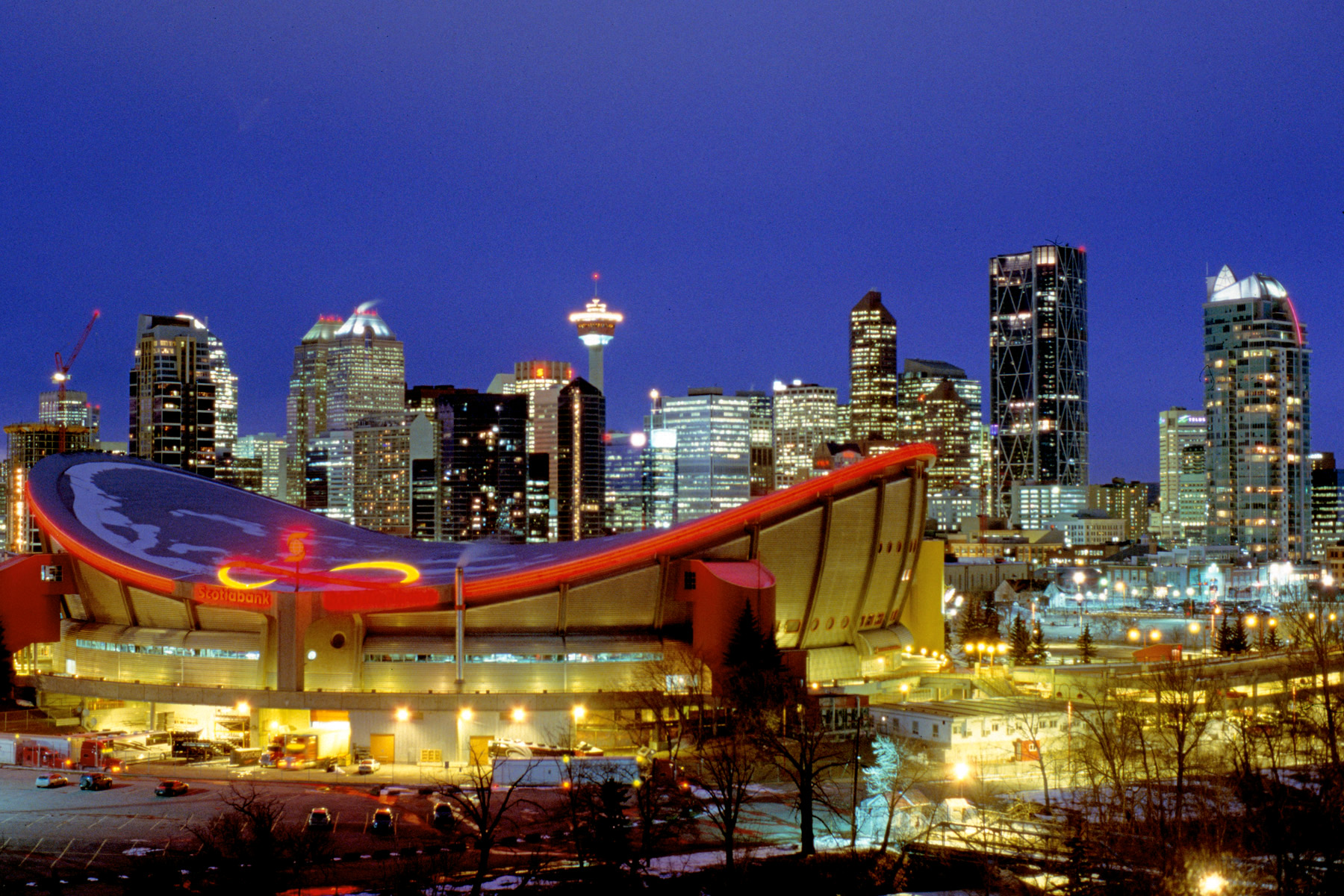
Estádio Scotiabank Saddledome, casa dos Calgary Flames.

Em grande parte devido à sua proximidade com as Montanhas Rochosas, Calgary tem sido tradicionalmente um destino popular para esportes de inverno. Desde a realização dos Jogos Olímpicos de Inverno de 1988, a cidade também foi o lar de uma série de grandes instalações esportivas de Inverno, como o Parque Olímpico do Canadá (bobsleigh, luge, esqui cross-country, salto de esqui, esqui alpino, snowboard e alguns esportes de verão) e O Oval Olímpico (patinação de velocidade e hóquei). Essas instalações servem como os locais de treinamento primário para um número de atletas competitivos. Além disso, o Canada Olympic Park serve como uma trilha para bicicletas até as montanhas nos meses de verão.
No verão, o Rio Bow é muito popular entre os pescadores. O Golfe é também uma atividade extremamente popular para os Calgarianos e a região tem um grande número de cursos.[carece de fontes?] Calgary foi sede do Festival Mundial de Esqui Aquático de 2009 em Agosto, o festival ocorreu no Clube de Esqui Aquático Predator Bay, a cerca de 40 km ao sul da cidade.[carece de fontes?] Como parte da mais ampla competição de Alberta, as equipes esportivas da cidade desfrutam de uma rivalidade popular com seus homólogos de Edmonton, principalmente as rivalidades no Hóquei.[carece de fontes?]
Em Calgary existem aproximadamente 20 mil hectares de parques disponíveis para o uso público e lazer. Estes parques incluem o Fish Creek Provincial Park, Santuário de pássaros Inglewood, Bowness Park, Edworthy Park, Parque da Confederação, Prince's Island Park, Nose Hill Park e Central Memorial Park. Nose Hill Park é um dos maiores parques municipais no Canadá, o parque foi submetido a um plano de revitalização que começou em 2006. Seu sistema de trilha atualmente está sendo submetido a reabilitação de acordo com este plano. O parque o mais velho em Calgary é o Central Memorial Park, remonta a 1911. Similar ao parque do Nose Hill, a revitalização ocorreu também no Central Memorial Park em 2008-2009 e foi reaberto ao público em 2010 enquanto ainda mantendo seu estilo vitoriano. Um sistema de percurso de 800 km conecta esses parques e vários bairros. Em 1997, Calgary sediou o World Police and Fire Games, que hospeda mais de 16 000 atletas de todo o mundo.
Equipes de esportes profissionais
| Clube              | Liga                     | Local                 | Ano  | Campeonatos |
| ------------------ | ------------------------ | --------------------- | ---- | ----------- |
| Calgary Stampeders | Canadian Football League | Estádio McMahon       | 1945 | 7           |
| Calgary Flames     | National Hockey League   | Scotiabank Saddledome | 1980 | 1           |
| Calgary Roughnecks | National Lacrosse League | Scotiabank Saddledome | 2001 | 2           |

Equipes de esportes semi profissionais
| Clube              | Liga                     | Local           | Ano  | Campeonatos |
| ------------------ | ------------------------ | --------------- | ---- | ----------- |
| Calgary Stampeders | Canadian Football League | Estádio McMahon | 1945 | 7           |